# Dobra (Piccola Polonia)
Dobra è un comune rurale polacco del distretto di Limanowa, nel voivodato della Piccola Polonia.
Ricopre una superficie di 109,05 km² e nel 2004 contava 9 337 abitanti.